# Palazzo Marigliano
Palazzo Marigliano, također poznata kao Palazzo di Capua je palača u renesansnom stilu u središnjem Napulju, Italija. Nalazi se na adresi Via San Biagio dei Librai broj 39.

## Povijest
Palaču koju danas vidimo projektirao je Giovanni Donadio, poznat kao il Mormando, a izgrađena je u periodu 1512.-1513. Ova je palača zamijenila prethodnu zgradu koja je pripadala Bartolomeu di Capua, princu od Riccie i grofu od Altaville. Struktura je mijenjana tijekom godina.
Dvije mramorne ploče na ulaznom portalu podsjećaju na povijesne asocijacije palače.
- Constance Chiaramonte bila je kći Manfredija III Chiaramontea, gospodara Palerma. Udala se u Gaeti u dobi od 12 godina, za Ladislava od Durazza, koji je ubrzo postao kralj Ladislav Napuljski. Međutim, sudbina obitelji Chiaramonte se mijenjala: njezin otac je umro 1391., a njezinog brata uhvatile su i pogubile aragonske snage Martina I. od Aragona, koji se proglasio Martinom II. od Sicilije. Ovakvim preokretom sreće, Ladislav je papinim dekretom ishodio poništenje ili razvod, a 1392. je nadbiskup Gaete čak natjerao da crkveno objavi razvod braka i dobije vjenčani prsten. Constance je bila prisiljena udati se za 4. grofa od Altaville, Andrea di Capua, sina Bartolomea, i protonotara Kraljevstva, koji je boravio u ovoj palači. Na javnoj ceremoniji vjenčanja, Costanza je rekla da je proglasila svog mladoženju, da se ponosi što ima kraljevu ženu i kraljicu za konkubinu.
- Ova je palača bila mjesto susreta onih koji su bili uključeni, predvođeni Gaetanom Gambacortom, u neuspješnoj uroti Makija (Congioura di Macchia) 1701. koja se dogodila tijekom Ratova za španjolsko nasljeđe

Sredinom 1750-ih, palaču je obnovio Bartolommeo di Capua. Od Francesca de Mure naručio je freske za plesnu dvoranu, podsjećajući na pothvate svog istoimenog oca u borbama s napuljskim kraljem Karlom VII. (Španjolskim kraljem Karlom III.). U bitci kod Velletrija 1744., Bartolomeo stariji žrtvovao je svoj život dajući kralju konja. Djelo je teško oštećeno bombardiranjem tijekom 1942. Ostale slike unutar su alegorijske scene (1765.) Giovannija Battiste Maffeija.
S krajem obiteljske loze Capua kuća je pripala drugom sinu Sanserverina di Bisognana, grofa od Saponare. U 19. stoljeću prodali su palaču Francescu Saveriju Mariglianu, vojvodi od Montea. U dvorani oklopa zidovi su oslikani heraldičkim simbolima obitelji povezanih s obitelji Marigliano. Privatna kapela ima Maffeijevu fresku.
Danas veći dio palače zauzima Soprintendenza Archivistica della Campania.

## Vanjske poveznice
|  | Zajednički poslužitelj ima još gradiva o temi Palazzo Marigliano |